# Homalopoma indutum
Homalopoma indutum är en snäckart som först beskrevs av Watson 1879.  Homalopoma indutum ingår i släktet Homalopoma och familjen turbinsnäckor. Inga underarter finns listade i Catalogue of Life.